# Oreoleuciscus humilis
Oreoleuciscus humilis är en fiskart som beskrevs av Warpachowski, 1889. Oreoleuciscus humilis ingår i släktet Oreoleuciscus och familjen karpfiskar. Inga underarter finns listade i Catalogue of Life.